# 영국-스페인 전쟁 (1796년~1808년)
영국-스페인 전쟁은 1796년부터 1802년까지, 그리고 다시 1804년부터 1808년까지 이어진 영국과 스페인의 전쟁이다. 1802년 아미앵 조약을 통해 양측은 일시적으로 평화를 맺었으나, 프랑스 측이 영국 측에 요구한 일련의 무리한 요구, 몰타 및 이집트에서 철수하기로 한 영국군의 약속 불이행, 그리고 나폴레옹의 지속적인 영국 배제 정책으로 1804년부터 스페인과 영국은 다시 전쟁을 재개했다. 1808년 5월 도스 데 마요 봉기와 뒤이은 1808년 5월 7일 바욘 폐위로 인해 스페인은 프랑스와 맞서 싸우게 되었고, 1808년 8월 영국이 스페인군을 돕기 위해 이베리아 반도에 15,000명의 병력을 파견하면서 영국-스페인 전쟁은 끝나게 되었다.